# Annemarie van Gelder

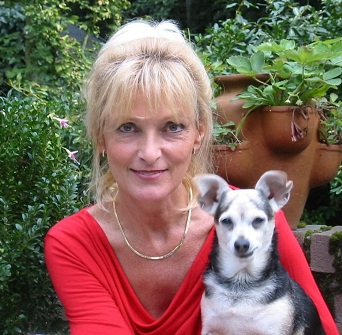
Annemarie van Gelder in 2005

Annemarie van Gelder (Amsterdam, 19 februari 1955) is een Nederlands schrijfster, politica en voormalig journaliste.

## Levensloop
Annemarie van Gelder werd in Amsterdam geboren. Haar vader Han van Gelder was filmer. Ze schrijft van jongs af aan en op haar eindexamen van de middelbare school haalt ze een 10 voor haar opstel. Ze studeert vervolgens Nederlands en Frans.

#### Journalistiek
Als ze tijdens haar studie solliciteert als correctrice bij De Telegraaf wordt ze in 1979 aangesteld als leerling-journaliste bij de Pagina Vrouw. Daar interviewt ze onder meer de toenmalige voorzitter van het Europees Parlement Simone Veil. De drukke fulltimebaan laat te weinig tijd over om af te studeren en daarom neemt ze begin 1980 ontslag. Na het voltooien van haar studie krijgt ze eind 1980 een baan als journaliste/redactrice bij Amstelland Pers waar ze huis-aan-huisbladen maakt. Een jaar later komt ze in dienst van de Amro Bank als bedrijfsjournaliste bij de afdeling public relations.
Ze trouwt in 1985, gaat in Schiedam wonen en krijgt haar eerste kind in december van dat jaar. Ze verlaat de Amro en wordt freelance journalist. Ze maakt een reportage van de geboorte van haar dochter voor Ouders van Nu waar ze vervolgens regelmatig voor schrijft. Verder schrijft ze voor bladen als de Beter, Margriet, Gezondheidsnieuws, Flair en Libelle/Het rijk der vrouw. Ook schrijft ze voor bedrijfsbladen en brochures van onder meer Albert Heijn, Ingenieursbureau Deerns, Procter & Gamble en VNU Media Partners.

#### Schrijfster
In Friesland, waar Van Gelder in 1988 met echtgenoot Frank, dochter Barbara en zoon Merlijn is gaan wonen, geeft ze cursussen creatief schrijven. Ook is ze enige tijd lid en vervolgens voorzitter van de literaire stichting 'A Propoz' die zich beijvert het lezen te stimuleren door regelmatig schrijvers uit te nodigen en te interviewen. De beide zaken prikkelen haar om het schrijven van proza opnieuw op te pakken.
Haar eerste boek De Ezelsbrug wordt in 2000 uitgegeven door Signatuur. In 2001 wordt het bekroond met de Schaduwprijs, een literaire aanmoedigingsprijs voor het spannendste romandebuut. In 2002 en 2004 volgen nog twee romans, waarvan de laatste De Wenskinderen geïnspireerd werd door een periode waarin Van Gelder lesgaf op een Internationale schakelklas in Drachten. In 2005 volgt nog een jeugdboek en dan verlegt zij haar aandacht en tijd naar dierenleed, met name in de bio-industrie. Dat leidt in 2010 tot een biografie van Harry Voss, een actievoerder die ze binnen de Partij voor de Dieren leert kennen.

#### Politica
In 2005 startte Annemarie van Gelder de werkgroep Friesland van de Partij voor de Dieren. Bij de Provinciale Statenverkiezingen 2007 was ze lijsttrekker in Friesland, maar haalde onvoldoende stemmen. Bij de Tweede Kamerverkiezingen 2010 stond zowel zij als haar dochter op de kieslijst. In 2011 werd in Friesland een afdeling van de PvdD opgericht met Van Gelder als voorzitter. Voor de Tweede Kamerverkiezingen 2012 stond ze op de 14e plek van de kandidatenlijst.

#### Boeken uitgegeven in Nederland
- 2000 De Ezelsbrug, Signature, ISBN 9068017047
- 2002 Het Moederbeest, Uitgeverij M, ISBN 9022532615
- 2003 Dreiging aan het meer (jeugdboek), Leopold, ISBN 9025842240)
- 2004 De Wenskinderen, Sijthoff, ISBN 9024551420
- 2010 Harry Voss: Man van actie (biografie), VanGéBoek, ISBN 9090251243

#### Boeken uitgegeven in Duitsland
- 2004 Engelchen, flieg, Goldman Verlag, ISBN 3442457092
- 2005 Die Halbschwester, Goldman Verlag, ISBN 3442457661

- Gemeinsame Normdatei: 129029432
- International Standard Name Identifier: 0000 0000 2097 0881
- Nederlandse Thesaurus van Auteursnamen: 203698630
- Virtual International Authority File: 33065508